# 王天眷 (物理学家)
王天眷（1912年4月20日—1989年2月20日），浙江黄岩人，物理学家，辛亥革命烈士王卓之子。

## 生平
王天眷早年曾就读于黄岩县立中学。1932年起就读于上海交通大学，后转入电机系，但因为参加学生运动而被开除。1934年考入清华大学物理系，1938年毕业。期间于1936年加入中国共产党。毕业后历任清华大学无线电学研究所助教、重庆大学电机系讲师、空军通信学校教官与教授科长等职。
1947年前往美国留学，先后获俄亥俄州立大学物理学硕士、哥伦比亚大学物理学博士学位。在美国期间，他还曾在哥伦比亚大学辐射研究所、美国标准研究公司、美国立脱尔公司（Arthur D. Little）研究所等任高级研究员、物理学顾问等职。1954年起他曾参加了一系列激微波的实验，这些实验后来促成了激光的问世。1959年，出任法国国家科学研究中心原子时钟委员会物理学顾问。
1960年回到中国，任职于中国科学院武汉物理学研究所，历任研究员、室主任、所长等。在武汉工作期间，他指导研制了氢激射器（hydrogen maser）与铷激射器（rubidium maser）。1981年起任中国科学院物理研究所研究员、博士生导师。1989年在北京逝世。
他还是第五届湖北省人大常委，第五至七届全国政协委员。